# Durio wyatt-smithii
Durio wyatt-smithii är en malvaväxtart som beskrevs av André Joseph Guillaume Henri Kostermans. Durio wyatt-smithii ingår i släktet Durio och familjen malvaväxter. Inga underarter finns listade i Catalogue of Life.